# GIF Nike
GIF Nike är en fotbollsklubb från Lomma i Skåne. Klubben bildades i maj 1919 och dess förste ordförande var Tage de la Motte. Nuvarande ordförande är Pål Pullen. Namnet GIF Nike kommer från den forngrekiska mytologins segergudinna Nike och föreslogs av Ossian Bååth.
Under två säsonger, 1965 och 1966, spelade Nike i Division 2 Södra Götaland. I juni 1965 slog GIF Nike publikrekord under ett derby mot IFK Malmö 6 426 åskådare på Lomma IP. Matchen slutade 1-0 till GIF Nike.
2024 spelar GIF Nike herr seniorer i division 4 västra Skåne och dam seniorer i division 3 västra Skåne.
GIF Nike är efter 2013 enbart en fotbollsklubb efter att innebandysektionen gått ur GIF Nike och bildat den egna klubben Lomma FCB. Tidigare fanns också en badmintonsektion i GIF Nike som hösten 2006 slogs ihop med Bjärreds Badmintonklubb, även gymnastik och friidrott har funnits inom klubben. GIF Nikes matchställ är rött efter att laget på 70-talet röstade fram detta. Inspirationen sägs ha kommit från Liverpool.[källa behövs]
GIF Nike anordnar sedan år 1975 en fotbollsturnering för 13-åringar varje sommar under vecka 26.

## Kända spelare och ledare
- Tommy Jönsson
- Nils Hult
- Leif Hult
- Karl-Erik Hult
- Andreas Georgson
- Hanna Bennison
- Roger Ljung
- Inge Blomberg
- Oscar Uddenäs